# 夢見る宇宙
『夢見る宇宙』（ゆめみるうちゅう）は、日本のロックバンド、BUCK-TICKの18枚目のオリジナルアルバム。2012年9月19日にLingua Soundaから発売された。

## 解説
前作『RAZZLE DAZZLE』より約2年ぶり、自主レーベルLingua Sounda発足後、最初のオリジナルアルバムである。初回盤のみ特典DVD付、スペシャル・パッケージ仕様。初回盤のジャケットにはグスタフ・クリムトの名画『金魚』を使用している。これはデザイナーの秋田和徳からのアイデアで、秋田自身はこの案が採用される確率は低いと考え、別に用意していたのが、通常盤のジャケットに採用されたメンバーがゴンドラに乗っているアートワークである。秋田が『金魚』を選んだ理由は、その製作に至る経緯に見られるクリムトの反骨精神が、バンドにぴったりなのではと言う考えから。そして、バンドのファンクラブの名称が「FISH TANK」（金魚鉢）であることも要因のひとつであるという。

## 収録曲
1. エリーゼのために -ROCK for Elise- [4:24]
  - 作詞・作曲：今井寿

先行シングル第1弾。
2. CLIMAX TOGETHER [4:53]
  - 作詞・作曲：今井寿
3. LADY SKELETON [4:07]
  - 作詞：櫻井敦司、作曲：今井寿
4. 人魚 -mermaid- [4:04]
  - 作詞：櫻井敦司、作曲：星野英彦
5. 夢路 [4:03]
  - 作詞：櫻井敦司、作曲：星野英彦
6. ONLY YOU -WE ARE NOT ALONE- [4:06]
  - 作詞・作曲：今井寿

シングル「MISS TAKE 〜僕はミス・テイク〜」のカップリング曲。シングルとはアレンジが大幅に異なり、生のホーンセクションが追加されている。
7. 禁じられた遊び -ADULT CHILDREN- [5:02]
  - 作詞：櫻井敦司、作曲：今井寿
8. 夜想 [3:50]
  - 作詞：櫻井敦司、作曲：今井寿
9. INTER RAPTOR [4:02]
  - 作詞：櫻井敦司、作曲：今井寿
10. MISS TAKE -I'm not miss take- [4:48]
  - 作詞・作曲：今井寿

先行シングル第2弾。
11. 夢見る宇宙 -cosmix- [4:27]
  - 作詞：櫻井敦司、作曲：今井寿

### 初回特典DVD
- CLIMAX TOGETHER (MUSIC VIDEO)
  - 撮影は新宿LOFTで行われ、ライブを再現した内容になっている。シングル購入者を対象に、抽選で選ばれたファンが観客として参加している。監督は過去に多くのBUCK-TICKのPVを手がけている林ワタル。
- - Live at 日比谷野外大音楽堂 2012.6.10 -
  1. night side 〜rainy〜
    - 作曲：今井寿

  2. エリーゼのために
    - 作詞・作曲：今井寿

  3. REVOLVER
    - 作詞：櫻井敦司、作曲：今井寿

  4. 疾風のブレードランナー
    - 作詞・作曲：今井寿

  5. 夢見る宇宙
    - 作詞：櫻井敦司、作曲：今井寿

  6. MY FUCKIN' VALENTINE
    - 作詞・作曲：今井寿

## 参加ミュージシャン
- 櫻井敦司 - ボーカル
- 今井寿 - ギター、ノイズ、コーラス
- 星野英彦 - ギター、コーラス
- 樋口豊 - ベース
- ヤガミトール - ドラムス

### サポートミュージシャン
- 横山和俊 - マニピュレート、シンセサイザー (#1 - 3・6 - 11)
- CUBE JUICE - シンセ・マニピュレート (#4・5)
- タブゾンビ (SOIL&"PIMP"SESSIONS) - トランペット、ブラスアレンジ (#6)
- 元晴 (SOIL&"PIMP"SESSIONS) - テナーサックス、ブラスアレンジ (#6)
- 福島健一 - バリトンサックス (#6)